# Ratzeburg
Ratzeburg (pol. hist. Racibórz lub Raciąż) – miasto w Niemczech w kraju związkowym Szlezwik-Holsztyn, siedziba powiatu Herzogtum Lauenburg oraz urzędu Lauenburgische Seen. Miasto liczy 13 695 mieszkańców (31 grudnia 2008).

## Historia

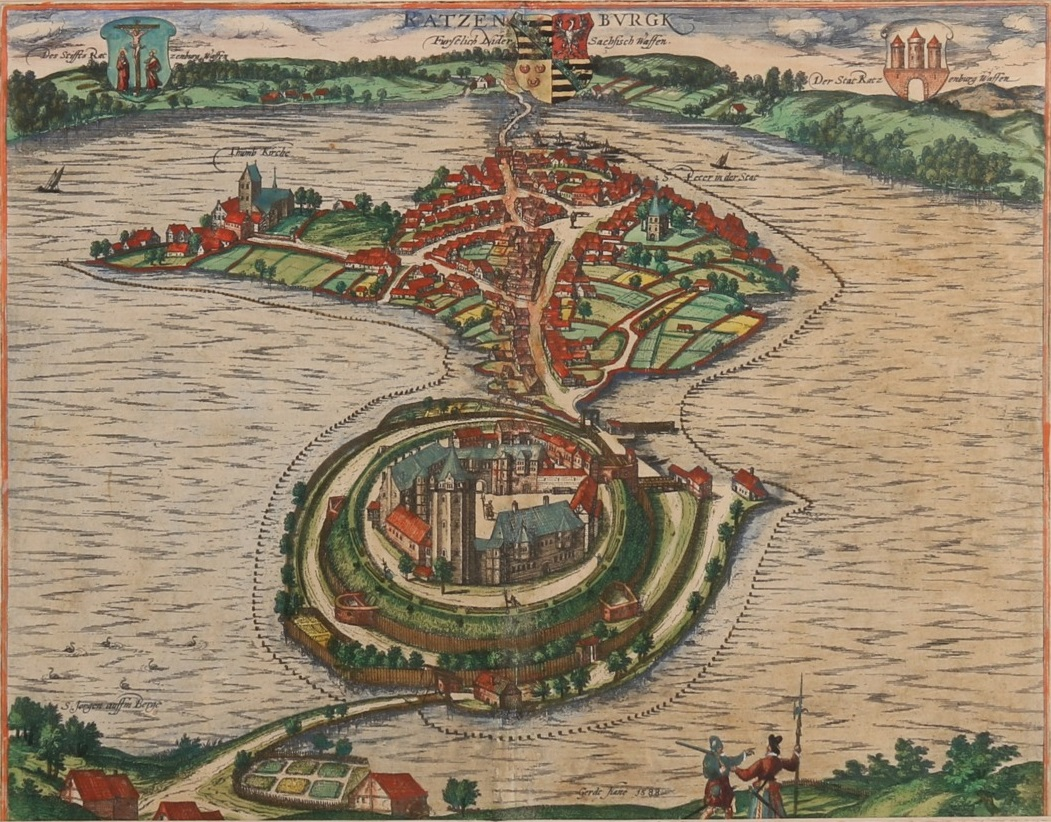
Ratzeburg w 1588

We wczesnym średniowieczu istniał jako naczelny gród słowiańskiego plemienia Połabian o nazwie Racibórz. Powstanie grodu (wzmiankowanego po raz pierwszy w roku 1062) łączone jest niekiedy z obodrzyckim księciem Raciborem (zm. 7 maja 1156). Dawna siedziba biskupstwa katolickiego (1060-1066, odnowione w 1154). Ostatecznie opanowany przez Sasów w roku 1140. Od 1296 miasto przynależało do Księstwa Saksonii-Lauenburga, a od 1619 stanowiło jego stolicę. Pod koniec XVII w. przedmiot roszczeń m.in. Danii, Szwecji, Saksonii i Meklemburgii. W 1693 miasto zostało zbombardowane przez wojska króla Danii Chrystiana V. Od 1714 pod panowaniem królów brytyjskich, a od 1814 królów duńskich. Władztwo utracone przez Danię w II wojnie o Szlezwik, od 1871 leżało w granicach Niemiec.

## Zabytki
- Katedra, jeden z najstarszych ceglanych kościołów w północnych Niemczech[3]. Świątynia powstała w I połowie XIII w[3]. W środku znajduje się na belce tęczowej rzeźbiarska Grupa Ukrzyżowania z około 1260 r., gotyckie stalle, w tym jedne z najstarszych w Niemczech z ok. 1220 r., gotycki ołtarz główny z XV w., z elementami późniejszymi (barokowymi), chrzcielnica z brązu z 1440 r., renesansowa ambona dłuta Matthesa z 1576 r., barokowy ołtarz oraz liczne płyty nagrobne i epitafia, niektóre o bardzo bogatym wystroju rzeźbiarskim[3]. Do kościoła przylega średniowieczny klasztor z II poł. XIII w.[3] z zachowanymi freskami w wirydarzu. W katedrze zostały pochowane królowa Polski Małgorzata Brandenburska oraz księżniczki pomorskie z dynastii Gryfitów: Małgorzata raciborówna, Elżbieta bogusławówna, Adelajda bogusławówna i Małgorzata.
- Kościół św. Jerzego (romański)
- Kościół św. Piotra z lat 1787–1791 (klasycystyczny)
- Stary Ratusz
- Wieża ciśnień z 1904, przebudowana w 1935
- Wieża ciśnień z 1927

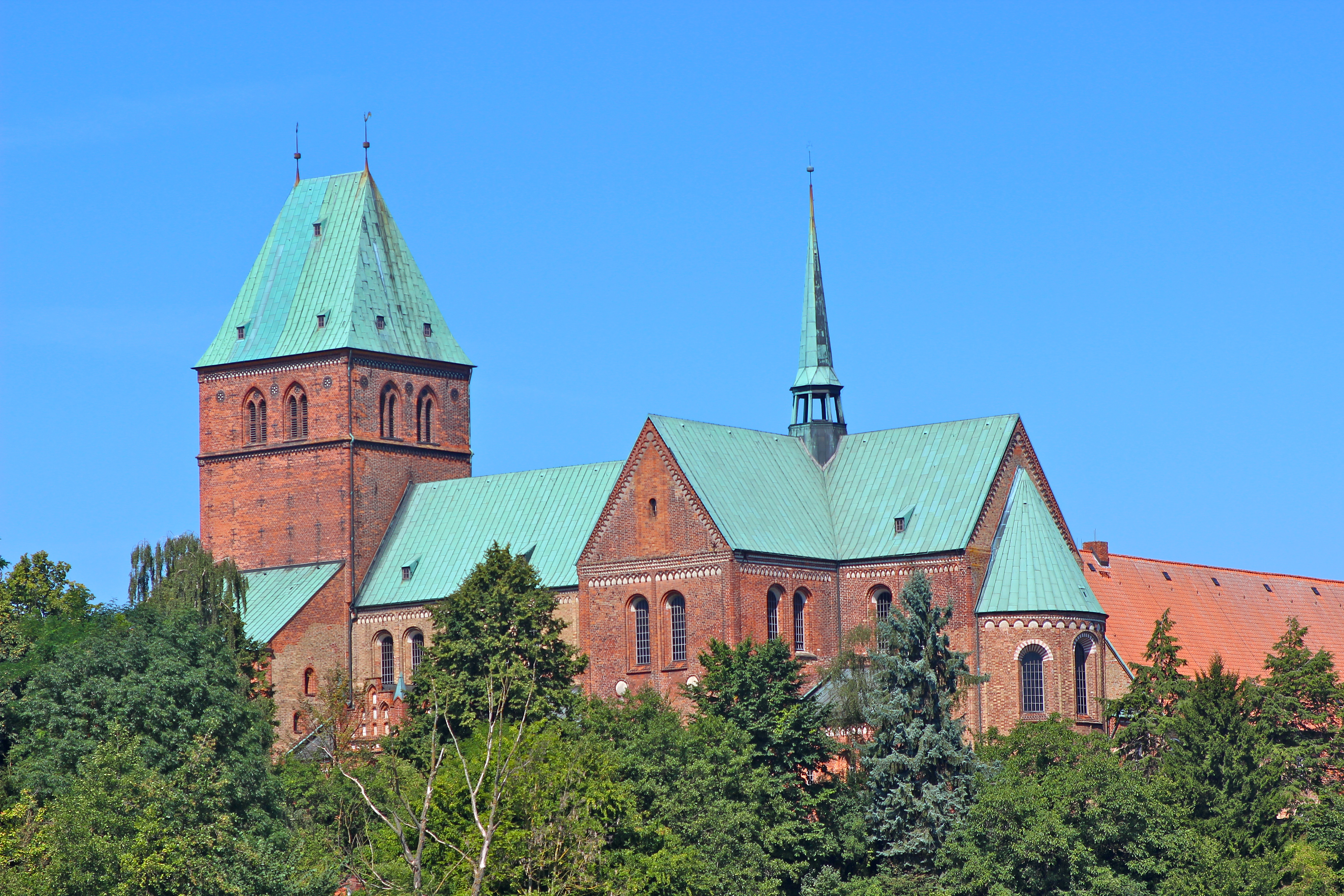
Katedra
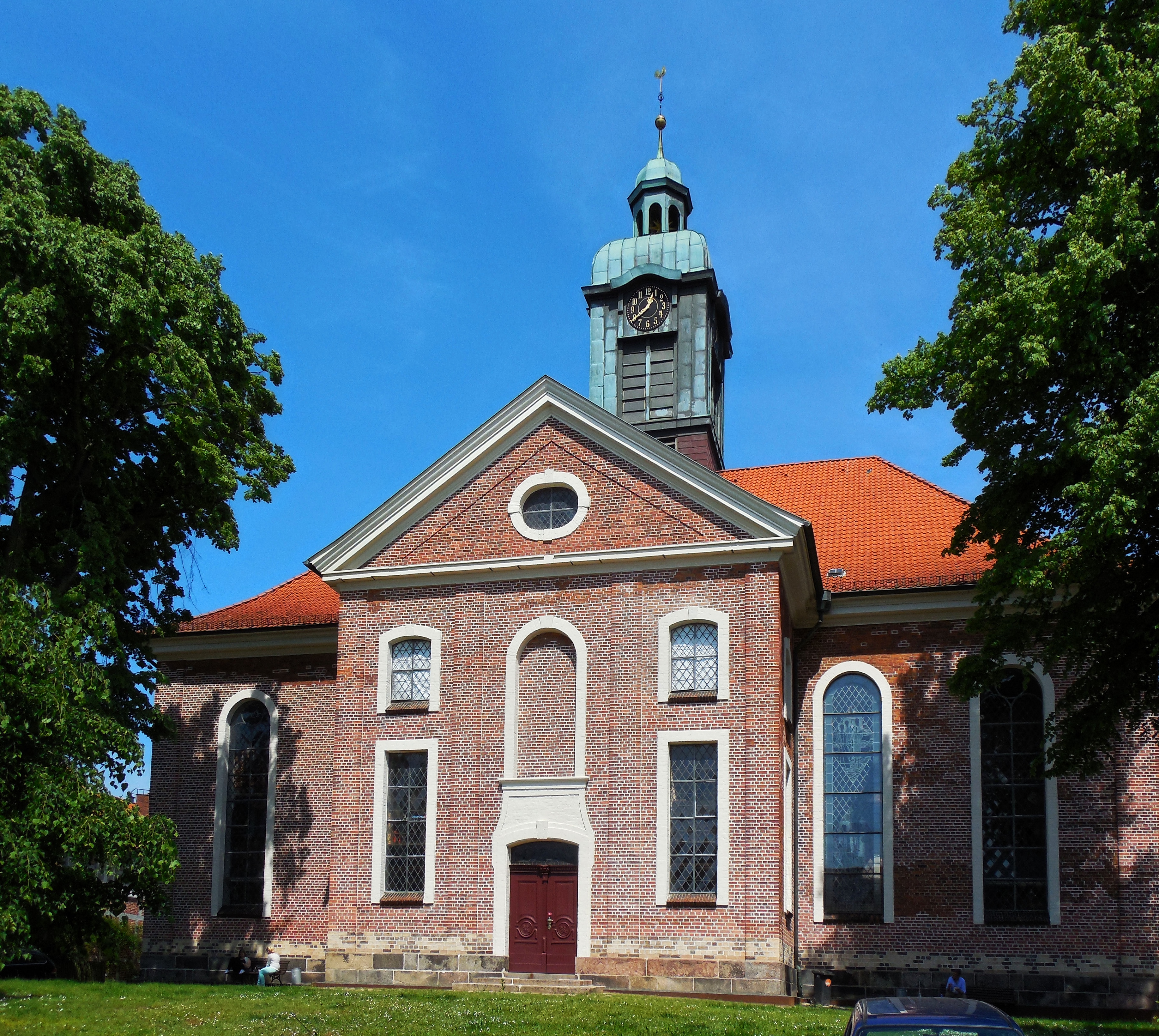
Kościół św. Piotra
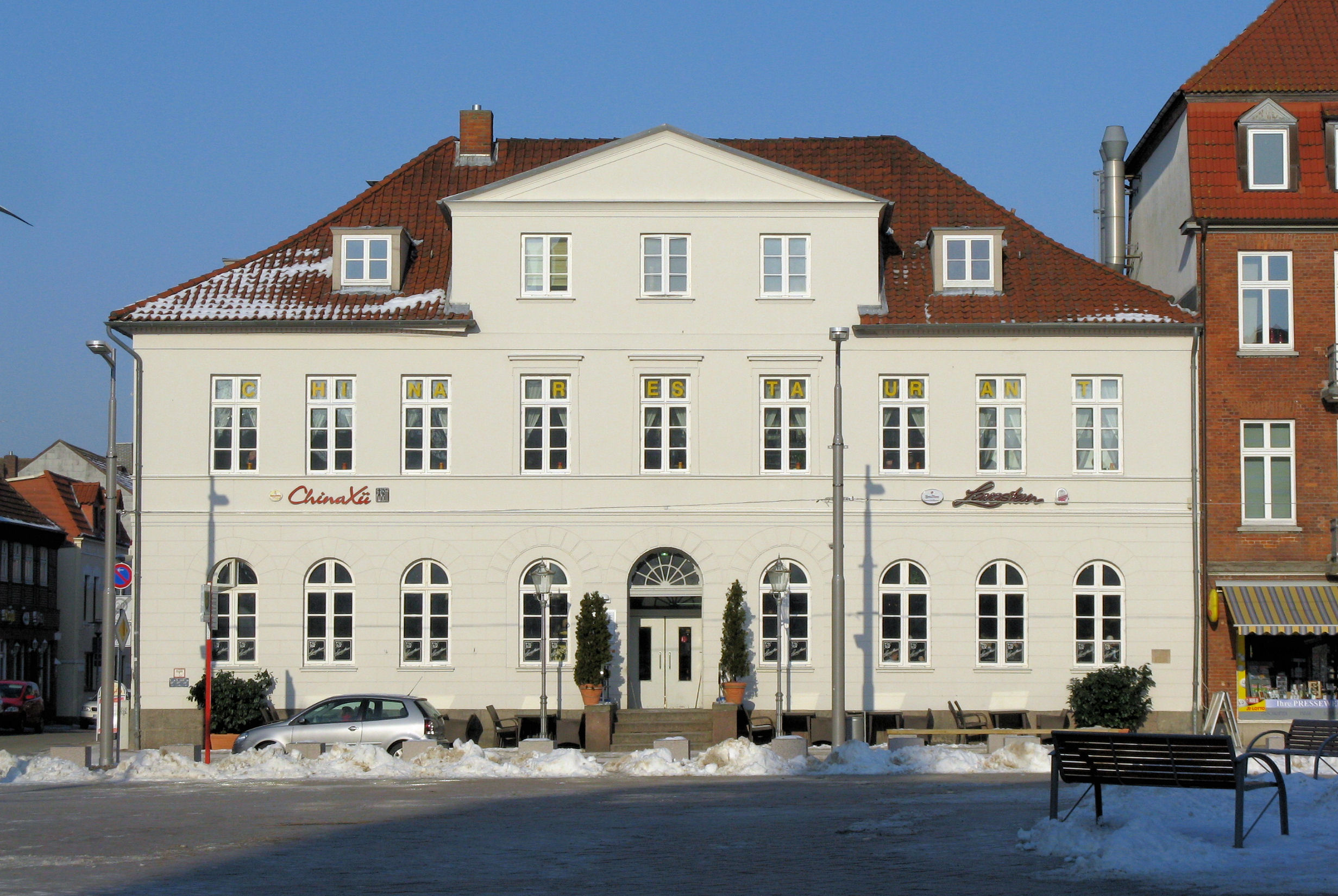
Stary Ratusz

## Transport

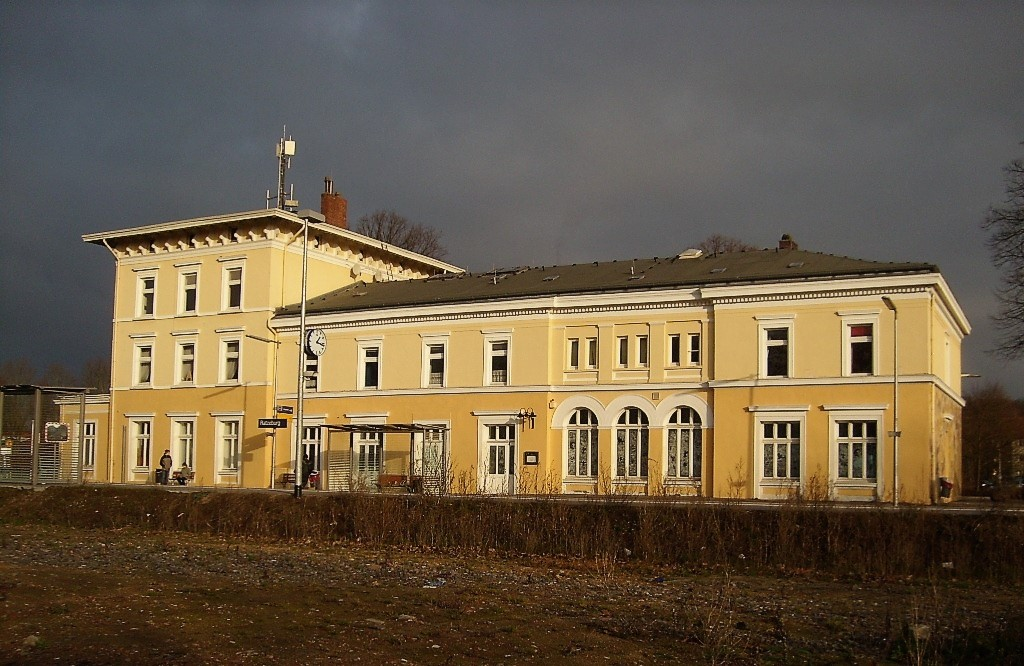
Stacja kolejowa

W mieście znajduje się stacja kolejowa.

## Współpraca
Miejscowości partnerskie:
- Châtillon, Francja
- Esneux, Belgia
- Ribe, Dania
- Schönberg, Meklemburgia-Pomorze Przednie
- Sopot, Polska
- Strängnäs, Szwecja
- Walcourt, Belgia